# Юрушкина, Нина Андреевна
Ни́на Андре́евна Ю́рушкина (1915—2001) — советский оператор документального кино. Заслуженный деятель искусств РСФСР (1976). Лауреат Сталинской премии второй степени (1950).

## Биография
Родилась 6 (19) декабря 1915 года в селе Сергиевское Тульской губернии.
Окончила ФЗУ при заводе «Авиаприбор» (1930—1933) и рабфак (1935).
В 1941 году окончила операторский факультет ГИКа, работала ассистентом оператора и оператором на киностудии «Союздетфильм» (1941—1942) и «Воентехфильм». В течение многих лет снимала фильмы режиссёра А. М. Згуриди. Автор иллюстраций к книгам для детей.
С 1981 г. на пенсии.
Умерла 20 марта 2001 года.

## Фильмография
- 1949 — Лесная быль (совместно с П. П. Уточкиным)
- 1953 — Во льдах океана
- 1954 — Повесть о лесном великане
- 1957 — В Тихом океане
- 1959 — Тропою джунглей
- 1961 — Дорогой предков
- 1965 — Зачарованные острова
- 1967 — Лесная симфония
- 1970 — Чёрная Гора
- 1973 — Дикая жизнь Гондваны
- 1978 — Меня зовут Русачок
- 1980 — Соболь — зверь сибирский
- 1981 — Ящерица без хвоста

## Награды и премии
- Сталинская премия второй степени (1950) — за фильм «Лесная быль» (1949)
- Государственная премия РСФСР имени братьев Васильевых (1969) — за фильмы «Зачарованные острова» (1965) «Лесная симфония» (1967)
- Ломоносовская премия (1961) — за фильм «Тропою джунглей» (1959)
- Ломоносовская премия (1966) — за фильм «Зачарованные острова» (1965)
- заслуженный деятель искусств РСФСР (1976)